# NGC 5789
NGC 5789 је спирална галаксија у сазвежђу Волар која се налази на NGC листи објеката дубоког неба.
Деклинација објекта је + 30° 14' 0" а ректасцензија 14h 56m 35,7s. Привидна величина (магнитуда) објекта NGC 5789 износи 13,4 а фотографска магнитуда 14,0. NGC 5789 је још познат и под ознакама UGC 9615, MCG 5-35-26, CGCG 164-43, WAS 93, IRAS 14545+3025, PGC 53414.